# Contes de Terramar
Contes de Terramar (ゲド戦記, Gedo Senki, que literalment significa: Les cròniques de guerra de Ged; anglès: Tales from Earthsea) és una pel·lícula d'animació japonesa de gènere fantàstic dirigida per Gorō Miyazaki i produïda per Studio Ghibli.
El film es basa en una combinació d'elements de la trama i del caràcter dels primers quatre llibres de la saga de Terramar de l'autora Ursula K. Le Guin: Un mag de Terramar (en idioma original anglès: A Wizard of Earthsea), Les tombes d'Atuan (The Tombs of Atuan), La costa més llunyana (The Farthest Shore) i Tehanu, així com del manga El viatge de Shuna, de Hayao Miyazaki. El títol de la pel·lícula rep el nom de la col·lecció de relats curts, Contes de Terramar (Tales from Earthsea), escrits per aquesta autora estatunidenca. L'argument era "completament diferent" segons l'autora Ursula K. Le Guin, que li va dir al director Gorō Miyazaki: "Aquest no és el meu llibre. És la vostra pel·lícula. És una bona pel·lícula"; tot i que més tard va expressar la seva decepció amb el resultat final. S'ha publicat al Japó una adaptació en còmic d'aquesta producció cinematogràfica.

## Argument
En la primera escena de la pel·lícula hi apareix un creuer de guerra amb la seva tripulació, els quals intenten vèncer una tempesta. Aleshores, dos dracs apareixen lluitant per sobre dels núvols, i llavors un drac és matat per l'altre (un esdeveniment que es creia impossible).
A continuació, les notícies del regne en decadència i el fet que no se sap res sobre el príncep Arren, fan que el rei d'Elad es trobi en problemes. El mag Root (Arrel) explica que en temps remots els dracs i l'home eren "un", però es van dividir pels seus particulars interessos (llibertat i possessions respectivament), cosa que aquest fet és la causa que l'equilibri del món esdevingui dèbil. De sobte, el rei és apunyalat greument en un passadís fosc per un noi jove el qual revela a l'instant que és el seu propi fill, el príncep Arren. El jove roba l'espasa al seu pare i escapa del palau mentre que el seu pare es mor degut a la ferida ocasionada.
En el desert, posteriorment, Arren és rescatat per l'arximag Esparver (Sparrowhawk en anglès), a punt de ser engolit per uns llops. Junts viatgen a la ciutat de Hort (Hort Town), plena d'estafadors, esclavistes i comerciants de drogues. Quan l'Arren explora el lloc sol, rescata a una noia anomenada Therru dels esclavistes, però més tard és capturat pel líder dels esclavistes, en Hare, qui rebutja l'espasa de l'Arren. L'arximag el rescata de la carrossa-presó d'esclaus i el porta en un mas administrat per la seva amiga, la Tenar, que viu també amb la Therru.
La intervenció de n'Esparver contra la caravana d'esclaus d'en Hare enfurisma al senyor Cob, un mag poderós que controla la vila d'Hort i vol que l'arximag vingui al seu castell. Mentrestant, l'arximag explica a l'Arren que busca una manera per restaurar el desequilibri. Emprèn la seva recerca a la vila d'Hort, on troba i compra l'espassa perduda de l'Arren a un mercader i aconsegueix evadir-se de ser capturat per en Hare, assabentant-se pel mestre esclavista sobre el castell d'en Cob.
Seguidament, l'Arren confessa a la Therru que va matar el seu para i que sent una presència desconeguda que el segueix. Degut a aquesta situació, l'Arren se'n va del mas, però es troba amb la presència, que en realitat és un reflex d'ell mateix però que li suscita terror. El noi cau inconscient després d'enfonsar-se en un indret pantanós mentre fuig del seu reflex. Llavors, en Cob el segresta i el porta al seu castell, on el manipula perquè reveli el seu "nom veritable", Lebannen, per poder-lo controlar. Mentrestant, en Hare captura a la Tenar com a esquer per atraure a n'Esparver, deixant a la Therru lligada a una tanca perquè en sigui la missatgera. La noia aconsegueix lliurar-se de les cordes tota sola, i es troba amb l'arximag, que li dona l'espasa de l'Arren i li demana quedar-se a casa i donar-li l'arma a l'Arren quan hagi tornat. Llavors, ell es disposa a anar al castell per salvar a la Tenar i enfrontar-se amb en Cob. Aprèn que en Cob està causant que l'equilibri mundial col·lapsi obrint la porta entre la vida i la mort per intentar guanyar la vida eterna. N'Esparver intenta avisar a en Cob dels perills d'estorbar l'equilibri, però aquest li envia l'Arren, que està posseït pel mag maligne, per matar-lo. N'Esparver allibera l'Arren del control d'en Cob, però és capturat per en Hare, perquè el seu poder es veu debilitat dins de la fortalesa d'en Cob.
Mentrestant, la Therru veu la presència reflex de l'Arren i el segueix cap al castell del malvat, on la còpia del noi li revela que ell és la llum dins de l'Arren i li confessa el nom veritable del noi. La Therru entra dins el castell i descobreix que n'Esparver i la Tenar estan a punt de ser executats. Aleshores, troba l'Arren, que se sent culpable i sense esperança, i li retorna l'esperança i el crida pel seu veritable nom. Ella també li confessa el seu, Tehanu. Llavors es donen pressa per poder rescatar els seus amics. L'Arren s'enfronta a en Cob, que intenta matar-lo amb un encanteri, però ell continua lluitant i finalment aconsegueix desembeinar l'espasa (cosa que no havia aconseguit fins llavors, perquè estava segellada màgicament). L'Arren el desposseeix dels seus poders màgics i en Cob ràpidament comença a envellir. De sobte, captura a la Therru i escapa cap a la torre més alta, amb l'Arren perseguint-lo. Acorralant a en Cob, l'Arren intenta explicar-li al mag el que ha après sobre la vida i la mort gràcies a la Therru i a n'Esparver, però aquest no el vol escoltar i utilitza els seus últims poders per estrangular a la Therru fins que la deixa morta. Malgrat tot, resulta que ella no ha mort, ja que té la vida eterna (?), i en aquell moment es transforma en drac. La Therru mata a en Cob, cremant-lo viu, i rescata a l'Arren de la torre que s'estava ensorrant.
Finalment, n'Esparver i la Tenar marxen del castell, mentre que en Therru i l'Arren surten volant i aterren en un camp prop del mas, on la noia es transforma de nou en forma humana. El noi li explica que tornarà a casa seua per pagar pel seu crim, però que tornarà a veure-la algun dia. Després, els dos joves es reuneixen amb n'Esparver i la Tenar, i els quatre romanen al mas una estona per acabar les tasques de l'explotació (llaurar i sembrar) i per passar una bona estona junts. A l'última escena, l'Arren i n'Esparver se'n van cap a Enlad, acomiadant-se de la Therru i la Tenar. La jove mira el cel, contemplant uns dracs que passen volant en pau, indicant que l'equilibri mundial està retornant a la normalitat.

## Personatges
A continuació es descriuen breument els personatges més destacats de la pel·lícula:
- Príncep Arren/Lebannen: el príncep d'Enlad, un noi de 17 anys, que el persegueix una ombra degut a la seva por a la mort i a la foscor que hi ha en el seu cor, fets que són causats pel desequilibri mundial.
- Esparver (Sparrowhawk): un mag més poderós de Terramar, que ostenta el títol d'Arximag. Intenta resoldre el misteri darrera del col·lapse de l'equilibri global. Amb l'Arren, actua com a figura paterna i sàvia.
- Therru/Tehanu: una noia de la mateixa edat que l'Arren, que va ser víctima d'una cremada de primer grau. Va ser abusada i abandonada pels seus pares fins que la Tenar la va adoptar quan era petita. La Therru és molt tímida i odia l'Arren al principi, quan la salva del mestre esclavista Hare, perquè creu que l'Arren no li dona importància a la vida.
- Tenar: quan ella i n'Esparver eren joves, era una sacerdotessa a les Tombes d'Atuan fins que el mag la va guiar cap a la llibertat. Cria a la Therru pel seu compte i accepta a l'Arren i a n'Esparver a casa seva amb calidesa.
- Cob: és l'antagonista principal. Anys abans, n'Esparver el va derrotar abans que aconseguís controlar la mort o els morts. Va ser desterrat a les Terres Ermes. Finalment, va escapar i intentà destruir l'equilibri mundial per obtenir la vida eterna.

### Repartiment
| Personatge     | Japonès         | Castellà          |
| -------------- | --------------- | ----------------- |
| Esparver       | Bunta Sugawara  | Luis Porcar       |
| Arren          | Junichi Okada   | Adolfo Moreno     |
| Therru         | Aoi Teshima     | Ana Esther Alborg |
| Tenar          | Jun Fubuki      | Pepa Castro       |
| Cob            | Yūko Tanaka     | Lucía Esteban     |
| Hare           | Teruyuki Kagawa | Alfonso Laguna    |
| Rei d'Enland   | Kaoru Kobayashi | Miguel Zúñiga     |
| Reina d'Enland | Yui Natsukawa   | Victoria Angulo   |

## Producció
Aquest llargmetratge de l'Studio Ghibli és la primera adaptació animada d'algunes parts de la saga de Terramar. En el passat, diversos directors, incloent-hi Hayao Miyazaki, havien intentat adaptar el cicle de Terramar al cinema, però l'autora no ho va permetre o no va acceptar les adaptacions. Quan Le Guin va sentir per primer cop de l'interès de Miyazaki en adaptar les seves obres, encara no havia vist cap de les seves pel·lícules i va associar-les amb alguna producció de Disney. Per això va rebutjar la seva petició.
El 2003, després de guanyar un Òscar per la seva pel·lícula El viatge de Chihiro, Hayao Miyazaki va rebre l'aprovació de Le Guin però en aquell moment estava ocupat dirigint El castell ambulant. El cap de Studio Ghibli, Toshio Suzuki, va decidir que el fill d'en Hayao, en Gorō Miyazaki, que estava assessorant la pel·lícula, rebria aquesta adaptació com a primera tasca de direcció. Hayao no estava satisfet amb la decisió, pensant que el seu fill mancava d'experiència. Segons informes, pare i fill no es van parlar durant la producció de la pel·lícula. No obstant, més tard en Hayao va reconèixer el treball del seu fill a la preestrena. Alguns consideren que una part important de la trama va ser adaptada de l'obra del pare (Hayao), El viatge de Shuna, del que conté moltes referències directes.

### Música
La banda sonora és obra de Tamiya Terashima i fou publicada el 12 de juliol del 2006. Carlos Núñez fou en col·laborador clau, tocant amb l'ocarina i la gaita en 11 de les 21 cançons. Aoi Teshima va cantar en dos d'elles. Una continuació, Melodies de Gedo Senki, va sortir el 17 de gener de 2007, amb temes inèdits, alguns fins i tot de Núñez.
A continuació, una taula on es detalla la banda sonora:
| Ordre | Títol de la cançó original                                                                   | Traducció al català                                       | Durada    |
| ----- | -------------------------------------------------------------------------------------------- | --------------------------------------------------------- | --------- |
| 01    | 異変～竜 (Ihen: Tatsu)                                                                       | Desastre: Drac                                            | 2:30 min. |
| 02    | 黄昏の兆し (Tasogare no Kizashi)                                                             | Auguris del crepuscle                                     | 2:21 min. |
| 03    | ハイタカ～逃亡者 (Haitaka: Toubousha)                                                        | Esparver: Fugitiu                                         | 2:45 min. |
| 04    | 旅路 (Tabiji)                                                                                | Travessia                                                 | 3:42 min. |
| 05    | 街 (Machi)                                                                                   | Poble                                                     | 1:30 min. |
| 06    | 迷い～追われる者 (Mayoi: Owareru Mono)                                                       | Indecisió: Perseguidor                                    | 3:38 min. |
| 07    | 軛 (Kubiki)                                                                                  | Jou                                                       | 2:05 min. |
| 08    | 野へ (Nō e)                                                                                  | Als camps                                                 | 1:34 min. |
| 09    | クモ (Kumo)                                                                                  | Núvols                                                    | 2:36 min. |
| 10    | 大地の人 (Daichi no Hito)                                                                    | L'home de la terra                                        | 3:10 min. |
| 11    | 棘と傷心～悪党 (Ira to Shoushin: Akutou)                                                     | Paraules doloroses i penes: Scoundrel                     | 3:32 min. |
| 12    | 追憶～老店主の忠告 (Tsuioku: Routenshu no Chuukoku)                                          | Records: L'avís del vell botigaire                        | 2:30 min. |
| 13    | 挿入歌「テルーの唄」映画バージョン(アカペラ) (Sounyuka "Teruu no Uta" Eiga Baajon (Akapera)) | Cançó inserida "Cançó de la Teru" Versió film (a capella) | 2:31 min. |
| 14    | 別れ～影の恐怖 (Wakare: Kage no Kyoufu)                                                      | L'adéu: Por de les ombres                                 | 2:41 min. |
| 15    | 強奪～不死の誘惑 (Goudatsu: Fushi no Yuuwaku)                                                | Extorsió: La temptació de la immortalitat                 | 5:00 min. |
| 16    | 急行～対峙 (Kyuukou: Taiji)                                                                  | Urgent: Confrontació                                      | 4:57 min. |
| 17    | 光と影 (Hikari to Kage)                                                                      | Llum i ombres                                             | 3:40 min. |
| 18    | 真の名～目覚め (Shin no Na: Mezame)                                                          | Veritable nom: el desvetllament                           | 4:55 min. |
| 19    | 死の呪い～狂気 (Shi no Noroi: Kyouki)                                                        | La maledicció de la mort: bogeria                         | 7:24 min. |
| 20    | 命の火 (Inochi no Hi)                                                                        | El foc de la vida                                         | 2:08 min. |
| 21    | 終わりと始まり～主題歌「時の歌」～エンディング (Owari to Hajimari: Shudaika "Toki no Uta")   | Final i començament: Tema principal "Cançó del temps"     | 8:36 min. |

## Tràiler
Studio Ghibli va llançar el primer i el segon tràiler a la seva pàgina web oficial. El tràiler en japonès té una durada de tres minuts i va ser estrenat als cinemes japonesos, el dissabte 24 de febrer de 2006. Es va emetre a la NTV el 23 de febrer d'aquell mateix any (el dia que el tràiler es va completar). Theo Le Guin, el fill de l'Ursula K. Le Guin, va veure el tràiler en japonès i va dir: "Les imatges són realment boniques. La música també, no és com de Hollywood, se sent realment com a Ghibli". Els tràilers es van elaborar per Keiichi Itagaki, el qual havia sigut el responsable dels tràilers de tots els llargmetratges Ghibli fins aleshores.

## Reacció
La pel·lícula va arribar al núm. 1 a les taquilles japoneses en la setmana d'obertura, amb una xifra bruta de més de 900 milions de iens, que equivalen a uns 7,7 milions de dòlars, empenyent a Pirates del Carib: El cofre de l'home mort al segon lloc i convertint-se en la pel·lícula número u del país durant cinc setmanes, fins que va passar a estar al capdamunt X-Men: La decisió final quan va ser estrenada. Tot i així, va continuar sent la pel·lícula núm. 4 en el rànquing de pel·lícules de primer nivell aquell any al Japó.
Ursula K. Le Guin, l'autora de la sèrie de llibres de Terramar, va donar diverses respostes a la pel·lícula en el seu anàlisis al seu lloc web. Le Guin va elogiar l'animació visual de la pel·lícula, però va afirmar que la trama es distanciava molt de la seva història, tant que ella: "estava veient una història completament diferent, confusament executadea per persones amb els mateixos noms que en la meva història". També va elogiar certes representacions de la naturalesa en la pel·lícula, però va considerar que els valors de producció de la pel·lícula no eren tan alts com els treballs anteriors dirigits per Hayao Miyazaki, i que l'entusiasme de la pel·lícula es va centrar massa en escenes de violència. La seva resposta inicial cap a Gorō Miyazaki fou: "Aquest no és el meu llibre. És la vostra pel·lícula. És una bona pel·lícula". Malgrat això, va afirmar que el comentari que es va donar a conèixer al blog públic de la pel·lícula no mostrava els seus veritables sentiments sobre les principals parts de la pel·lícula referents a les històries originals: "prenent trossos i peces fora de context, substituint-les amb línies argumentals completament diferents".
L'opinió diversa de Le Guin sobre la pel·lícula és indicativa de la recepció general de la pel·lícula, especialment al Japó. En aquest país, la pel·lícula va trobar-se amb defensors i gent que hi estava en contra. Moltes de les opinions es poden resumir en una resposta als comentaris de Le Guin a la seva pàgina web, que els punts febles de la pel·lícula van ser el resultat de que "es donés massa responsabilitat a qui no el podia assumir".
La reacció crítica al Japó va ser positiva, però va rebre crítiques variades quan es comparava amb les altres pel·lícules de Ghibli. Miyazaki va rebre el Premi Bumshun Raspberry del Japó pel "Pitjor Director", amb Contes de Terramar rebent el premi a "Worst Movie" ("pitjor pel·lícula"), a finals del 2006. La pel·lícula va ser nominada al 2007 al Premi de l'Any de l'Acadèmia Japonesa d'Animació i va ser seleccionada a la Out of Competition (Fora de competició) en el 63è Festival de Cinema de Venècia.

## Llançament internacional
Contes de Terramar va ser llançada en una limitada estrena cinematogràfica el 13 d'agost de 2010, a Amèrica del Nord per Walt Disney Pictures. En el seu llançament nord-americà, la pel·lícula va ser classificada "PG-13" per la Motion Picture Association of America (Associació Americana de la Imatge en Moviment) per algunes imatges violentes, convertint-la en la primera i única pel·lícula d'animació distribuïda per Disney en rebre aquest tipus de qualificació. També és la segona pel·lícula de Studio Ghibli en rebre aquesta valoració després de La Princesa Mononoke. La data de llançament en DVD va ser el 8 de març de 2011.
La pel·lícula es va estrenar als cinemes britànics seleccionats el 3 d'agost de 2007, tant en versions subtitulades com en anglès. La pel·lícula no va ser llançada tan àmpliament com les anteriors pel·lícules Ghibli, estrenant-se a 23 locals de tot el país i aconseguint una suma sense importància de 23.300 lliures. Les crítiques van ser generalment positives, però va rebre opinions mixtes quan es va comparar amb les últimes pel·lícules de l'Estudi. Radio Times va suggerir: "manca la brillantor tècnica i el sentiment càlid d'algunes de les primeres pel·lícules de Ghibli"; mentre que el Daily Mirror va opinar: "incrèdula, desmesuradament lenta" i també: "no es troba dins de la mateixa lliga que les obres de Hayao Miyazaki". No obstant això, la revista Empire va mencionar que "valia la pena de veure" mentre que The Guardian la va qualificar d'"obra compromesa".
El distribuïdor DVD Optimum Releasing va posar en venta el DVD subtitulat i en anglès, que va arribar al mercat britànic el 28 de gener de 2008. Per remarcar el llançament, HMV va realitzar sovint crèdits patrocinadors per al DVD, així com un concurs de premis, al canal AnimeCentral. A Austràlia, Contes de Terramar es va estrenar a Brisbane el 15 d'abril de 2007. La pel·lícula va començar un viatge d'emisió única a les principals ciutats el 25 d'abril del 2007 i va acabar als cinemes de les localitats de Brisbane, Sydney, Melbourne, Adelaida i Perth durant els mesos següents. Va ser notable que, a diferència dels llançaments anteriors de Studio Ghibli, només es va veure la versió subtitulada als cinemes.
Una versió de DVD de 2 discos va ser llançada el 12 de setembre de 2007 per Madman Entertainment, aquesta vegada amb versions tant en anglès com japonès. A Espanya, aquest film es va estrenar només a Barcelona i a Madrid en dos petits cinemes el 28 de desembre de 2007, només en la versió japonesa amb subtítols (un llançament cinematogràfic estrany en comparació amb les anteriors pel·lícules de Ghibli). Un sol DVD i un DVD especial de 2 discos van sortir a la venda el 12 de març de 2008 per Aurum, aquesta vegada amb la banda sonora inclosa en castellà.

## Més informació
- Russell, Jamie. «Contes de Terramar(2007)» (en anglès), 30-07-2007.
- Kermode, Mark. «De foscor i dracs» (en anglès).  The Observer:  Guardian News and Media, 26-01-2008.
- Høgset, Stig. «Contes de Terramar» (en anglès), 01-02-2010.
- Gleiberman, Owen. «Contes de Terramar» (en anglès), 11-08-2010. Arxivat de l'original el 12 de gener 2014. [Consulta: 15 juliol 2017].
- Holden, Stephen «Un Món Perd Equilibri, i una Aparició Al·legòrica» (en anglès). The New York Times, 12-08-2010.
- Fine, Marshall. «Crítica del HuffPost: Contes de Terramar» (en anglès), 12-08-2010.
- Honeycutt, Kirk. «Contes de Terramar -- Crítica del film» (en anglès), 14-10-2010.